# 157 (număr)
157 (o sută cincizeci și șapte) este numărul natural care urmează după 156 și precede pe 158 într-un șir crescător de numere naturale.

## În matematică
157
- Este al 37-lea număr prim.
- Următorul număr prim este 163 iar precedentul 151, cu care 157 formează un triplet.
- Este un număr prim aditiv.[1][2]
- Este un număr prim Chen.[3][4]
- Este un număr prim cubic generalizat.[5]
- Este un număr prim echilibrat, deoarece este media tripletului de prime.[6][7]
- Este un număr prim izolat.[8][9]
- Este un număr prim Labos.[10][11]
- Este un număr prim plat.[12][13]
- Este un număr prim subțire.[14][15]
- Este cel mai mare număr prim p pentru care {\displaystyle {\frac {p^{p}+1}{p+1}}} este și el un număr prim.[16].
- Este ultimul număr prim neregulat,[17] având indexul 2.
- Este un mirp.[18][19]
- 1572 = 24649, iar 1582 = 24964, care sunt formate din aceleași cifre. Precedentul și următorul număr cu această proprietate este 13, respectiv 913.[20]
- Cateta cea mai lungă a celui mai mic triunghi dreptunghic care are laturile numere raționale și aria 157 are 45 de cifre.
- Este un număr palindromic în baza 7 (3137) și în baza 12 (11112).
- În baza 12 este un repunit, (DD12), astfel că în această bază este un număr prim unic.[21]

## În știință

### În astronomie
- Obiectul NGC 157 din New General Catalogue este o galaxie spirală cu o magnitudine 19 în constelația Balena.
- 157 Dejanira este un asteroid din centura principală.
- 157P/Tritton este o cometă periodică din Sistemul Solar.

## În alte domenii
157 se poate referi la:
- O157, Escherichia coli O157:H7
- South Qu'appelle No. 157, Saskatchewan, o municipalitate rurală din Canada